# كيسي رودريك
كيسي رودريك (بالإنجليزية: Casey Roderick)‏ هو سائق سباق أمريكي، ولد في 8 أغسطس 1992 في لورينسفيل في الولايات المتحدة.

## وصلات خارجية
- الموقع الرسمي
- كيسي رودريك على موقع Racing-Reference.info (الإنجليزية)